# Ese Brume
Ese Brume (Ughelli, 20 gennaio 1996) è una lunghista nigeriana, vincitrice della medaglia di bronzo ai Giochi olimpici di Tokyo 2020 e detentrice del record africano della specialità.

## Palmarès
| Anno | Manifestazione          | Sede           | Evento         | Risultato | Prestazione | Note                                     |
| ---- | ----------------------- | -------------- | -------------- | --------- | ----------- | ---------------------------------------- |
| 2014 | Mondiali U20            | Eugene         | Salto in lungo | 33ª (q)   | 5,18 m      |                                          |
| 2014 | Mondiali U20            | Eugene         | 4×100 m        | Batteria  | 45"93       |                                          |
| 2014 | Giochi del Commonwealth | Glasgow        | Salto in lungo | Oro       | 6,56 m      |                                          |
| 2014 | Campionati africani     | Marrakech      | Salto in lungo | Oro       | 6,50 m      |                                          |
| 2015 | Giochi panafricani      | Brazzaville    | Salto in lungo | 4ª        | 6,23 m      |                                          |
| 2016 | Campionati africani     | Durban         | Salto in lungo | Oro       | 6,57 m      | w                                        |
| 2016 | Giochi olimpici         | Rio de Janeiro | Salto in lungo | 5ª        | 6,81 m      |                                          |
| 2017 | Mondiali                | Londra         | Salto in lungo | 17ª (q)   | 6,38 m      |                                          |
| 2018 | Campionati africani     | Asaba          | Salto in lungo | Oro       | 6,83 m      |                                          |
| 2019 | Giochi panafricani      | Rabat          | Salto in lungo | Oro       | 6,69 m      |                                          |
| 2019 | Mondiali                | Doha           | Salto in lungo | Bronzo    | 6,91 m      |                                          |
| 2021 | Giochi olimpici         | Tokyo          | Salto in lungo | Bronzo    | 6,97 m      |                                          |
| 2021 | Giochi olimpici         | Tokyo          | 4×100 m        | Batteria  | 43"15       |                                          |
| 2022 | Mondiali indoor         | Belgrado       | Salto in lungo | Argento   | 6,85 m      | Miglior prestazione personale stagionale |
| 2022 | Mondiali                | Eugene         | Salto in lungo | Argento   | 7,02 m      | Miglior prestazione personale stagionale |
| 2022 | Giochi del Commonwealth | Birmingham     | Salto in lungo | Oro       | 7,00 m      | Record dei Giochi                        |
| 2023 | Mondiali                | Budapest       | Salto in lungo | 4ª        | 6,84 m      | Miglior prestazione personale stagionale |
| 2024 | Giochi panafricani      | Accra          | Salto in lungo | Oro       | 6,92 m      |                                          |
| 2024 | Campionati africani     | Douala         | Salto in lungo | Oro       | 6,73 m      |                                          |
| 2024 | Giochi olimpici         | Parigi         | Salto in lungo | 5ª        | 6,70 m      |                                          |